# Merchants National Bank
Merchants National Bank è uno storico edificio bancario situato a Winona, negli Stati Uniti, progettato nel 1912 dagli architetti William Gray Purcell, George Feick Jr. e George Grant Elmslie, esponenti della Prairie School. L'edificio è considerato uno dei migliori esempi di questa corrente architettonica, caratterizzata dall'uso di elementi decorativi naturali, vetri colorati e forme geometriche. 
Il Merchants National Bank rappresenta uno dei più importanti esempi della Prairie School applicata all'architettura commerciale. A differenza delle banche neoclassiche del periodo, l'edificio incarna un design più dinamico e funzionale, mantenendo allo stesso tempo un aspetto monumentale e stabile.  Gli storici dell'architettura considerano questa struttura un contributo fondamentale allo sviluppo dell'architettura americana del XX secolo, collegando le idee di Louis Sullivan e Frank Lloyd Wright con un linguaggio formale unico e innovativo. 

## Storia
L'edificio originale della Merchants National Bank fu costruito nel 1912, in un periodo in cui la città di Winona era un importante centro commerciale del Midwest, grazie alla sua posizione strategica lungo il fiume Mississippi.  La banca, fondata nel 1879, era già un'istituzione consolidata e, dopo essersi fusa con la German American Bank nel 1896, decise di sostituire il vecchio edificio in stile Richardsoniano Romanico con una nuova struttura più innovativa. 
L'incarico venne affidato alla Purcell, Feick & Elmslie, uno studio di architetti che si ispirava ai principi dell'“architettura organica” di Louis Sullivan. Lo stile adottato, noto come Prairie School, si distinse per un design funzionale e decorativo che si integrava armoniosamente con il contesto naturale e culturale. 
Nel 1970, l'edificio fu ampliato e restaurato per preservarne le caratteristiche architettoniche originali, rispondendo alle proteste locali contro la demolizione proposta. 
L'edificio fu inserito nel National Register of Historic Places il 16 ottobre 1974, per il suo significato architettonico e storico. 

## Architettura

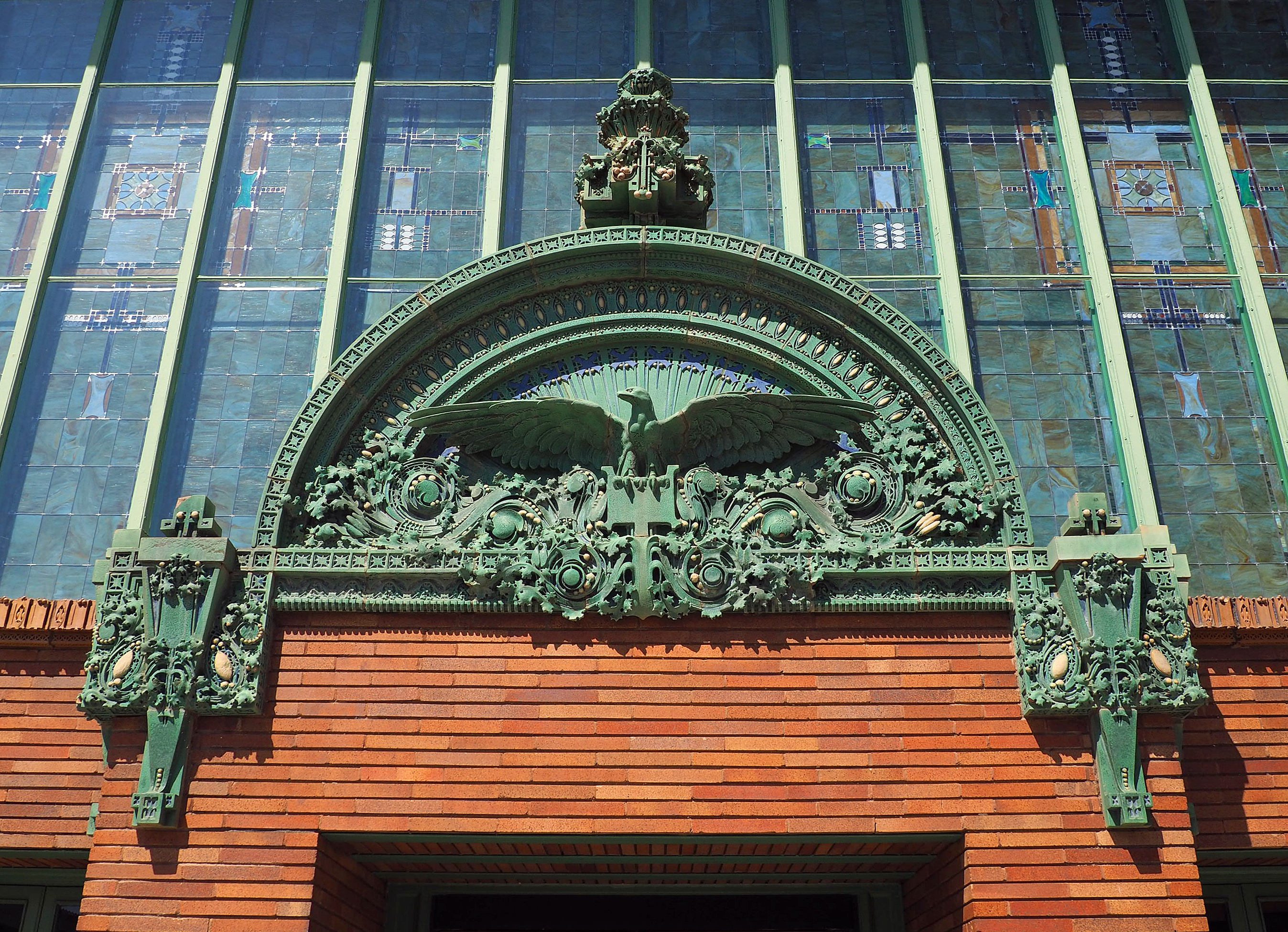
Ingresso

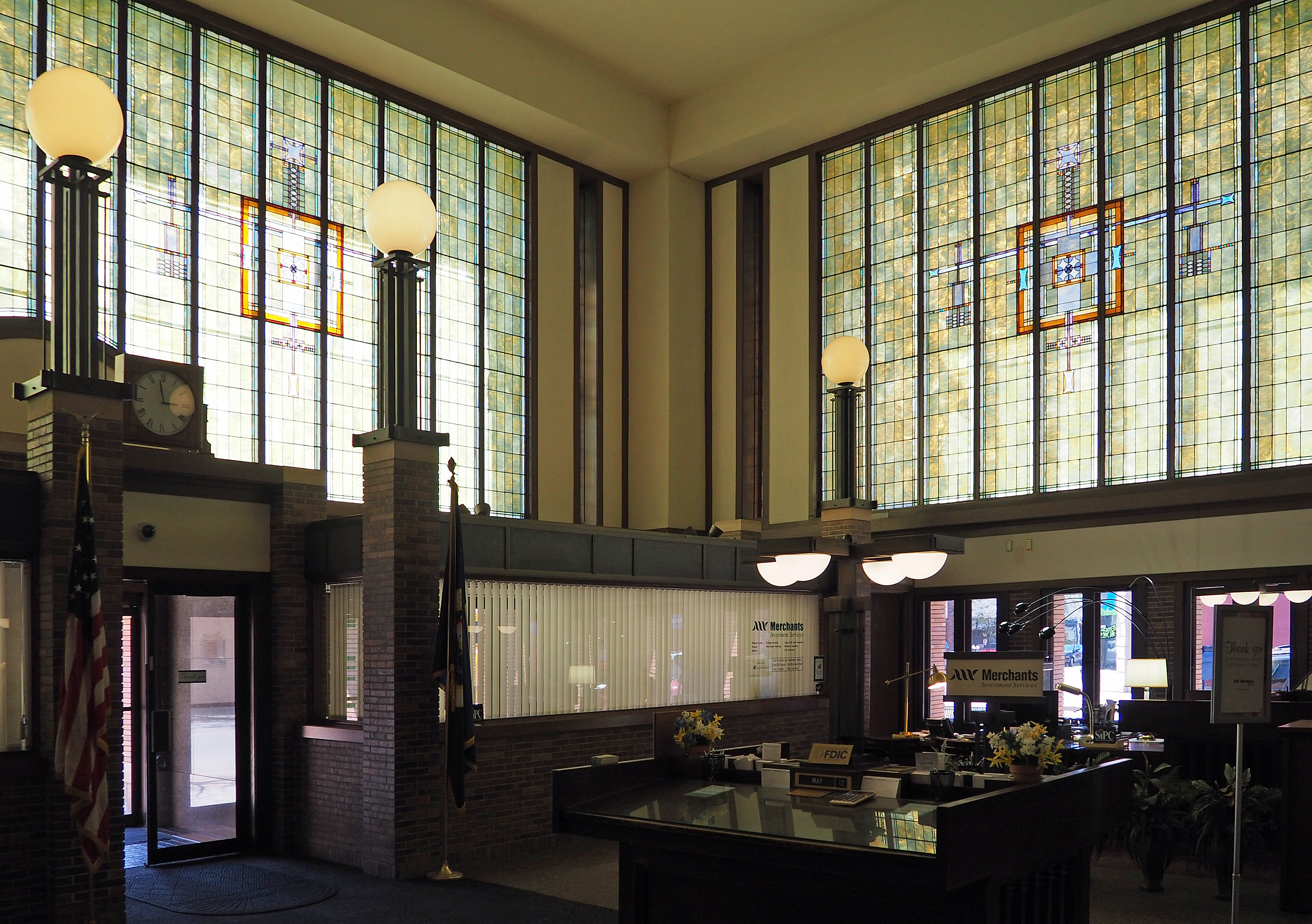
Dettaglio dell'interno

Il Merchants National Bank è un edificio a pianta quadrata con una struttura portante in acciaio che consente ampie superfici vetrate.  Le sue due facciate principali, situate all’angolo tra Third Street e Lafayette Street, presentano grandi finestre a tendaggio in vetro colorato (stained glass) e dettagli in terracotta finemente decorati. 
Elementi distintivi:
- Decorazioni in terracotta: I motivi decorativi includono forme naturali, come fasci di grano, che riflettono l'importanza agricola della comunità circostante. [1]
- Murales di Albert Fleury: All'interno, murales rappresentanti scene rurali furono realizzati dal pittore Albert Fleury, collaboratore di Louis Sullivan. [1][2]
- Illuminazione: L'interno riceve luce naturale grazie a grandi vetrate e ad un lucernario centrale. Ulteriori punti luce sono forniti da alti supporti verticali sormontati da globi in vetro. [1][3]
- Dettagli in rame: L'arco sopra l'ingresso su Third Street è decorato con un ricco ornamento in rame. [2]
- Mosaico di Louis J. Millet: Il mosaico che circonda la cassaforte interna fu realizzato da Louis J. Millet, un altro collaboratore storico di Sullivan. [2]

### Ristrutturazioni e ampliamenti
L'edificio subì una serie di modifiche e ampliamenti:
- 1927: Costruzione di un'aggiunta posteriore in stile commerciale. [2]
- 1970-1972: Un'importante ristrutturazione e ampliamento furono realizzati per soddisfare le esigenze moderne della banca. Durante questo intervento, uno dei murales originali di Fleury andò perso per consentire l'espansione della sala principale. [2][3]
- 1974: La struttura originale venne completamente restaurata, con particolare attenzione alla ricostruzione delle casse dei cassieri in mattoni e al ripristino dei supporti luminosi verticali. [3]

Oggi, l'edificio originale è parte di un complesso bancario più ampio, ma le facciate principali e gli elementi architettonici chiave rimangono intatti e visibili.